# Histoire de la Flandre

Drapeau de Flandre (Vlaamse Leeuw).

Ceci est un article résumant l'histoire de la zone géographique de la plaine de Flandre.

## Géographie physique

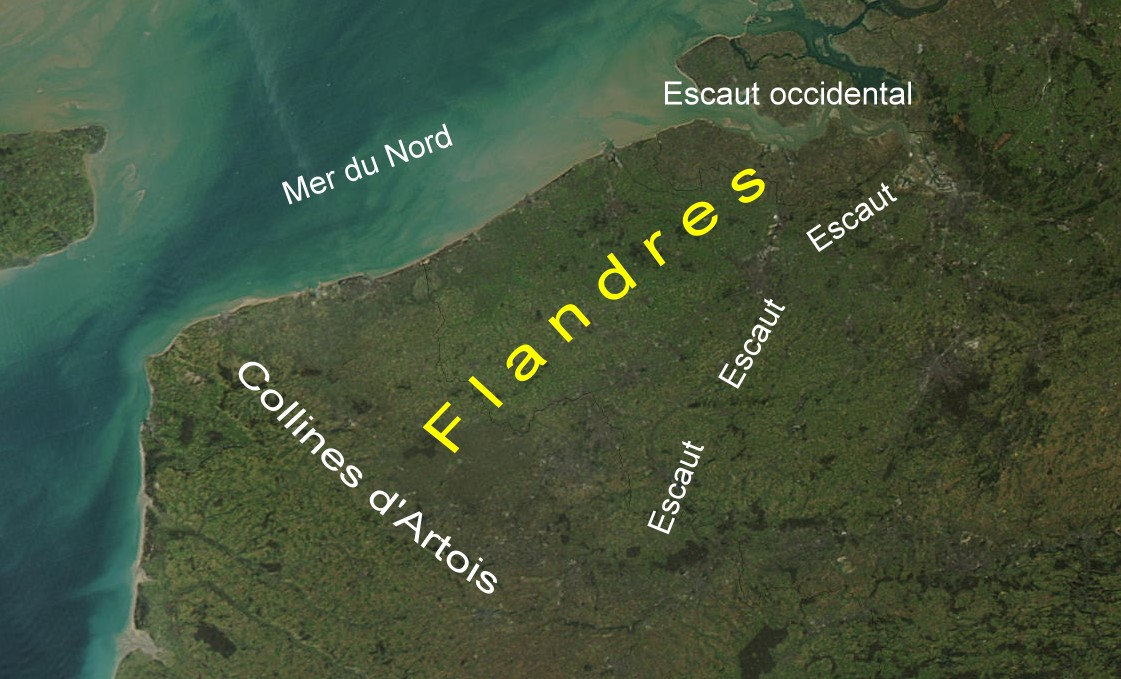
Géographie des Flandres.

La Flandre est une plaine comprise entre la mer du Nord au nord, les collines de l'Artois à l'ouest, et par l'Escaut et son estuaire au sud et à l'est.

## Histoire géologique
Un transect géologique au niveau de la région du houtland en Flandre montre un socle de schistes datant du Silurien vers 300–400 m de profondeur. 

Entre 300 et 200 m de profondeur se trouvent des strates datant du Crétacé supérieur. Celle la plus profonde est formée de craie marneuse datant du Cénomanien. Au-dessus, se trouve une couche de marnes crayeuses du Turonien inférieur et moyen. Vers 200 m de profondeur, se trouvent des couches de craies blanche et grise du Séno-turonien. Cette craie émerge en surface dans la partie sud de la plaine de Flandre : à Lille et dans le Mélantois, ainsi qu'en Gohelle et en Ostrevent.

Entre 200 et 100 m de profondeur se trouvent des strates du Tertiaire: argile de Louvil et tuffeau du Landénien supérieur. Au-dessus se trouvent des sables et grès d'Ostricourt (Landénien supérieur). 

Enfin, au-dessus, se trouve une couche épaisse d'argile yprésienne ou argile des Flandres datant de l'Yprésien (Éocène), géologiquement comparable à l'argile de Londres. 

En couverture superficielle, il y a une couche de limons, de moins de 10 m d'épaisseur. 
Il n'y a pas de failles géologiques dans cette zone. 
La présence des buttes témoins des monts des Flandres montre que le relief a été fortement érodé, enlevant une couche estimée à plus de 100 m, formée en partie de sables du Miocène.

### Géologie profonde

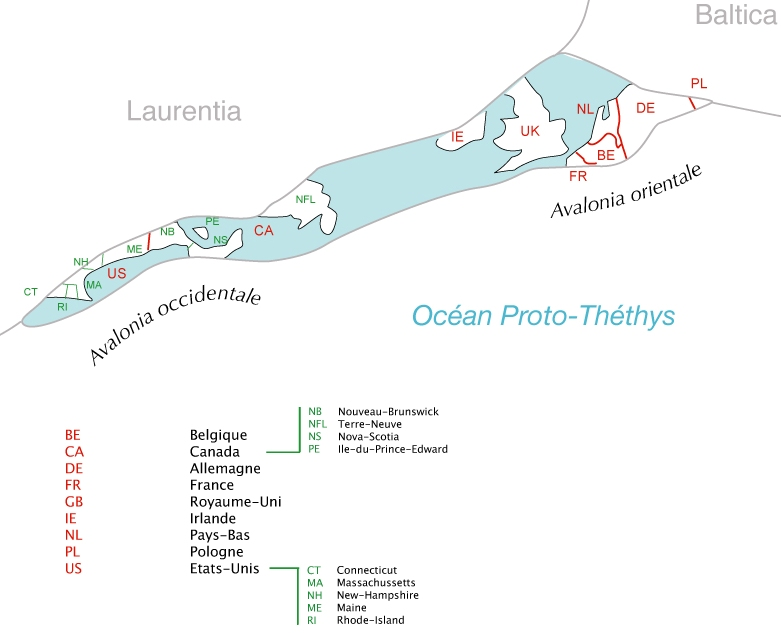
Pays actuels (avec leurs frontières) faisant partie du terrane d'Avalonia.

Le territoire de la Flandre se situe sur l'ancien microcontinent d'Avalonia (Avalonie) datant de l'ère Paléozoïque.
L'Euramérique, aussi connue sous le nom de Laurussia, était un supercontinent mineur créé au cours du Dévonien de la collision entre les cratons de Laurentia (Laurentie ou craton nord-américain), de Baltica et d'Avalonia.  Alors qu'Avalania dérivait au-dessus de l’Équateur durant le Carbonifère, sur ses côtes se développa une forêt tropicale luxuriante. L'Euramérique devint ensuite une partie du supercontinent majeur Pangée au Permien.
Au Jurassique, lorsque la Pangée se sépara en deux continents, Gondwana et Laurasia, l'Euramérique fit partie de la Laurasia.
Au Crétacé, la Laurasia se sépara pour former les continents de l'Amérique du Nord et de l'Eurasie. Alors que le craton laurentien devint une partie de l'Amérique du Nord, que Baltica devint une partie de l'Eurasie, Avalonia fut scindée entre les deux.

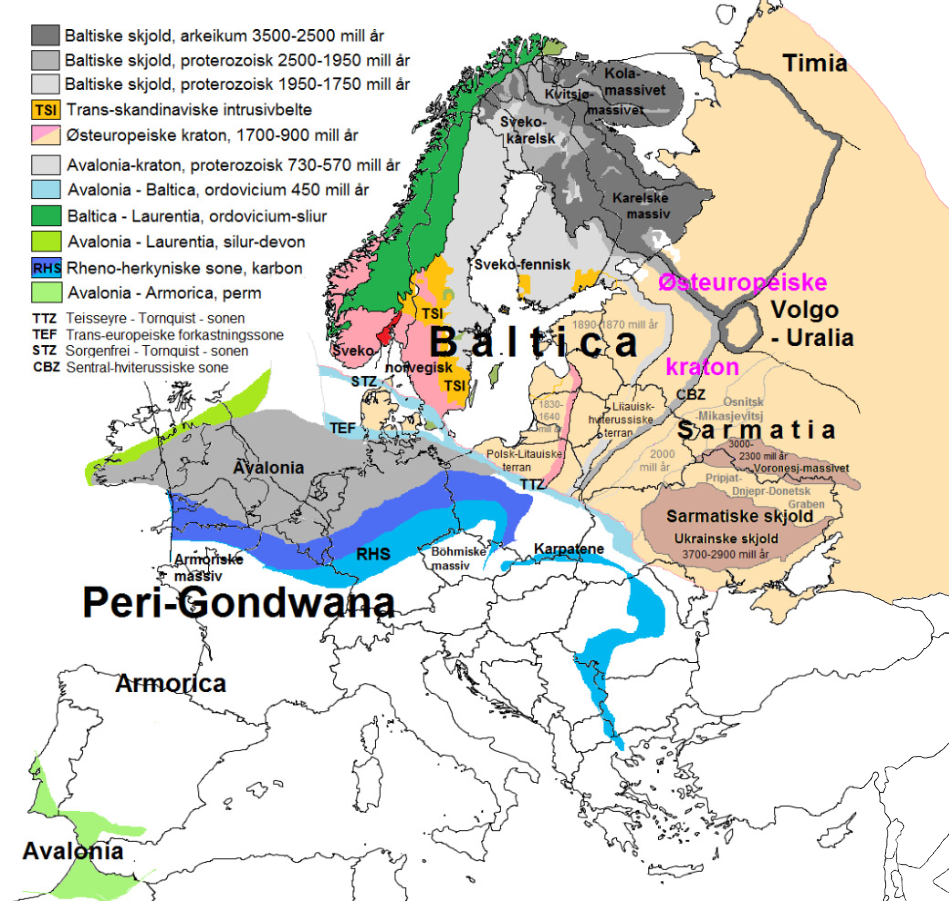

La Flandre se situe sur le massif de Londres-Brabant, la partie orientale d'Avalonia. Cette structure qui va du Rhin dans l'Ouest de l'Allemagne, s'étend à travers la province du Brabant dans le nord de la Belgique, la mer du Nord et se prolonge jusqu'en Est-Anglie et à la Tamise dans le sud de l'Angleterre.

### Géologie superficielle
La Plaine de Flandre date de l'ère Cénozoïque, dans la géologie régionale française. Le village se situe au nord du bassin Weald-Boulonnais et au sud de la Plaine maritime flamande, où la limite se marque avec le début de bas plateaux argilo-sableux et limoneux dont fait partie le « Houtland » en Flandre flamingante française.

## Préhistoire

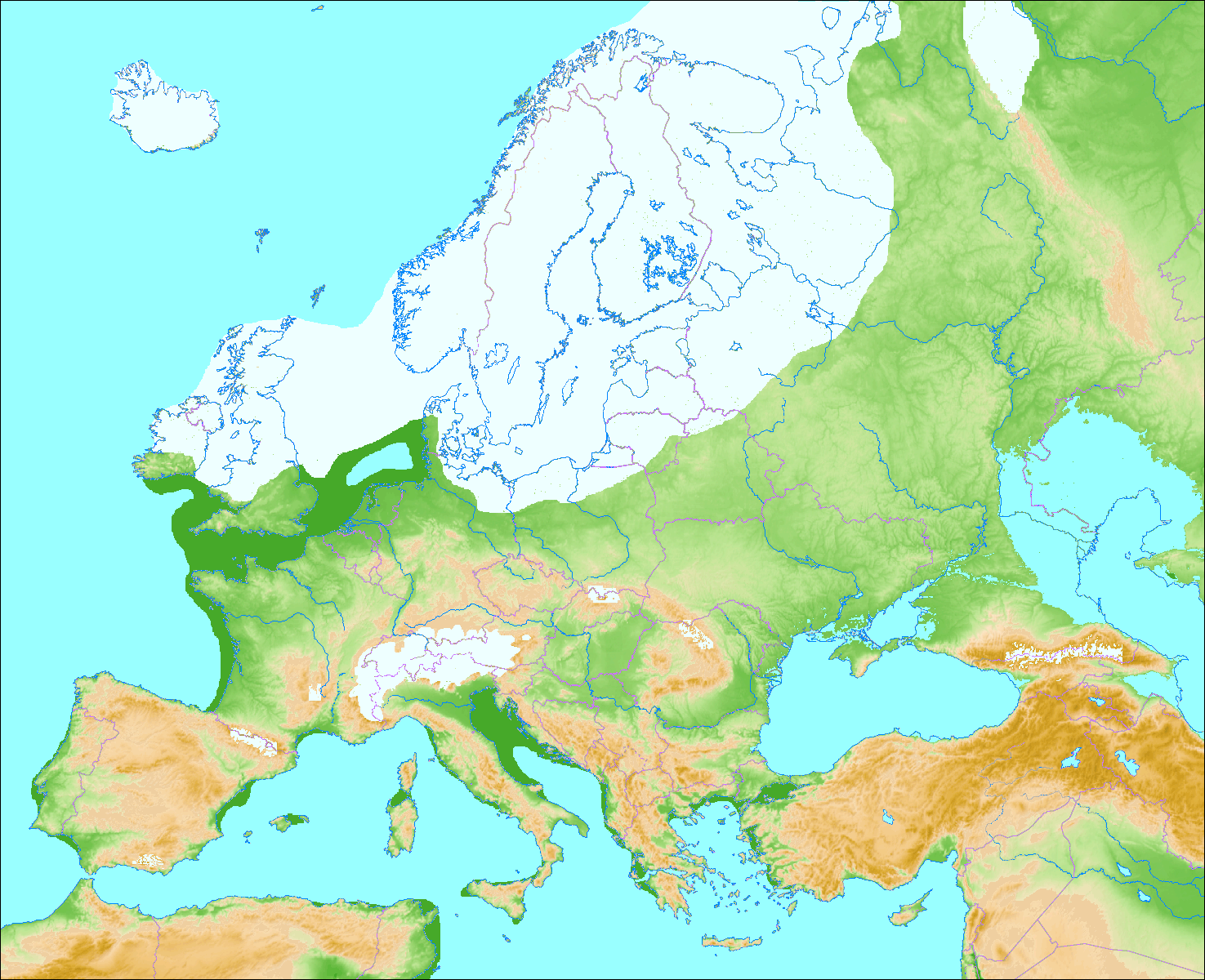
L'Europe durant les glaciations du Weichsélien et de Würm.

Les éléments mettant en évidence la dernière période glaciaire, que l'on nomme aussi glaciation vistulienne en Europe, suggèrent que la masse de glace était à son maximum durant une période courte, entre 25 000 et 13 000 ans AP. Durant le dernier maximum glaciaire en Scandinavie, seules les parties occidentales du Jutland étaient dégagées des glaces, et une grande partie de ce qu'on appelle aujourd'hui la mer du Nord était de la terre ferme qui connectait le Jutland à la Bretagne et à la Grande-Bretagne.
La Manche à cette époque était occupée par un fleuve du même nom ayant un immense bassin versant où les eaux des fleuves contemporains de l'Orne, de la Seine, de la Somme, du Solent et probablement de la Tamise, du Rhin, de la Meuse, de la Weser, de l'Ems et de l'Elbe se jetaient.
Plus tard se produisit la Transgression flandrienne. Depuis le Pléistocène récent, à la fin de la dernière glaciation de Würm, c'est-à-dire il y a environ de 19 000 ans, la glace des inlandsis a fondu et entraîné une remontée planétaire du niveau de la mer (d'environ 100 m) : à cette époque la Manche, puis les Pays-Bas et les Flandres belge et française se sont trouvées envahies par la mer. Cet épisode s'ést prolongé à l'Holocène jusqu'au début de l'ère chrétienne.
La première transgression marine dunkerquienne s'est déroulée durant le VIe millénaire av. J.-C. Elle conduit à l'occupation de la plaine flamande par les eaux. Elle est suivie au Ier siècle par une régression marine.

### Premières occupations humaines
Le territoire du Nord de la France fait partie de l'aire d'influence de la culture campaniforme de 2 800 à 1 800 ans AEC, de celle de la culture de l'âge du bronze atlantique, allant approximativement de 1 300 à 700 ans AEC.
Le Nord de la France pourrait faire partie de l'hypothétique culture du Bloc du nord-ouest.

### Âge du bronze

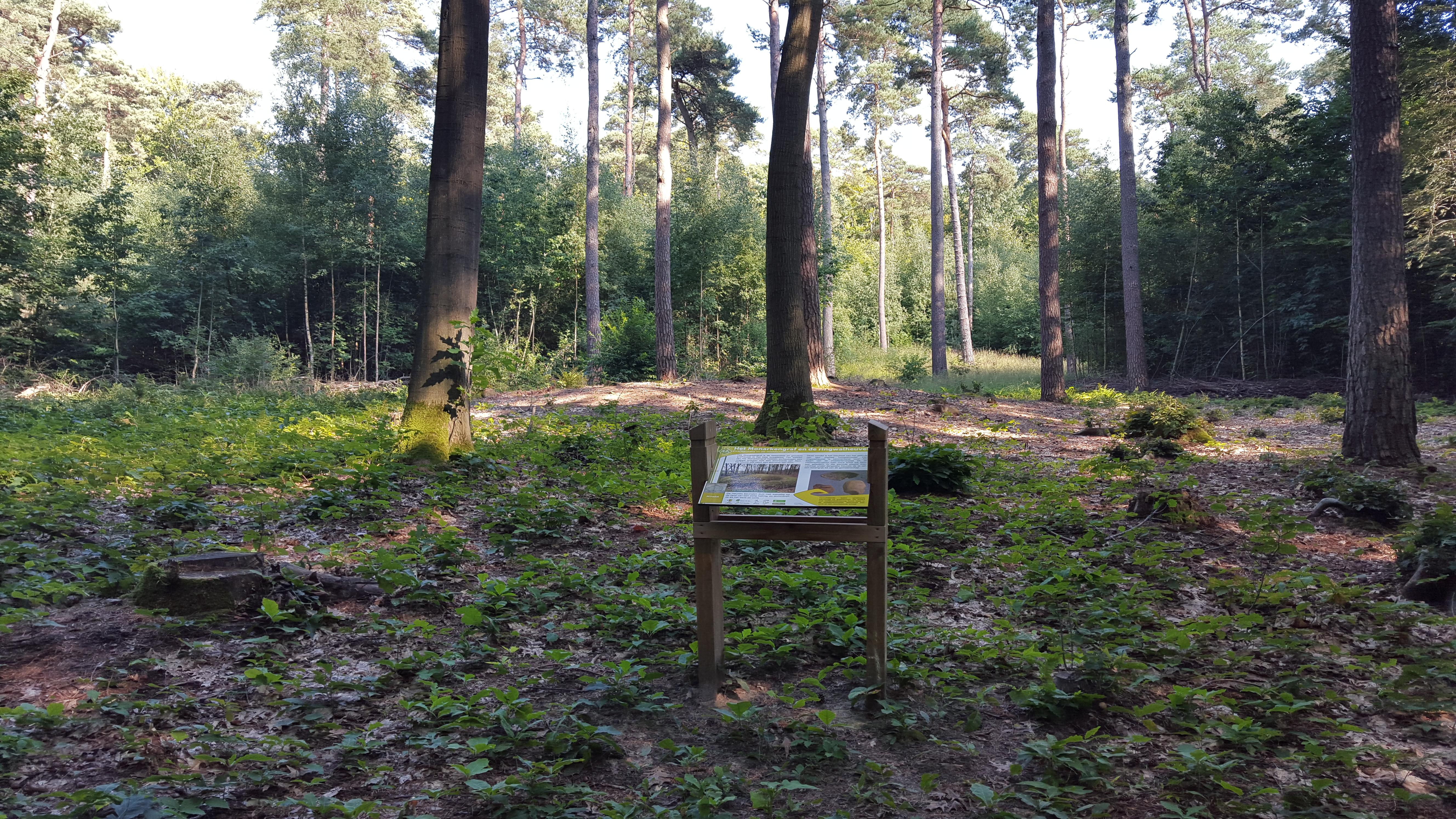
Site archéologique de Monarkengraf (commune de Vaalbeek) dans l'actuelle province du Brabant flamand.

La culture d'Hilversum est une culture archéologique de l'Âge du bronze ancien et moyen. Cette culture s'est développée dans le sud des Pays-Bas, en Belgique, et jusque dans la région des Hauts-de-France. Elle est datée entre 1870 et 1050 ans av. J.-C.
La deuxième transgression marine dunkerquienne dure du IIIe siècle au VIIIe siècle et a envahi la plaine côtière de Flandre jusqu'à 10 kilomètres, en créant des îles à partir des dunes subsistantes. Cette transgression marine a été suivie de la régression carolingienne.

### Âge du fer

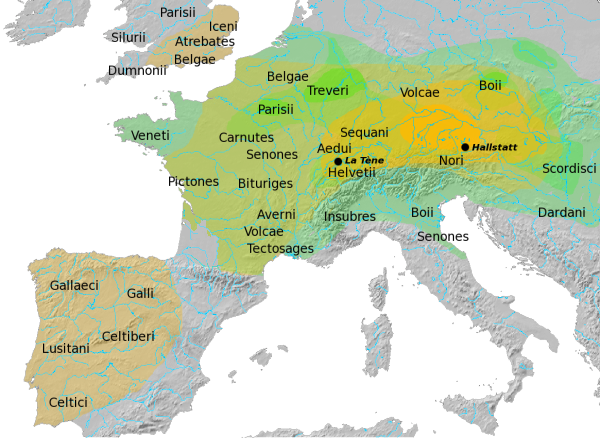
Aperçu des cultures de Hallstatt et de La Tène. Le centre territorial de la culture de Hallstatt (800 ans AEC) est visualisé par l'usage du jaune foncé, son aire d'influence vers 500 AEC (HaD) est en jaune clair. Le centre territorial de la culture de La Tène (450 ans AEC) est visualisé par l'usage du vert foncé, la dernière aire d'influence de la culture de La Tène (50 ans AEC) est en vert clair. Les territoires de quelques tribus Celtes majeures sont indiqués par leurs noms. (Carte dessinée d'après Atlas of the Celtic World, par John Haywood, 2001: 30–37).

L'Âge du fer correspond à la culture de Hallstatt (800–500 ans AEC) et enfin de la culture de la Tène (450 ans AEC).

## Antiquité

### Guerre des Gaules
Le territoire de la Flandre appartenait à la Gaule belgique (Gallia Belgica en latin) qui était une des quatre provinces (avec la Gaule aquitaine, la Gaule lyonnaise et la Gaule narbonnaise) créées par Auguste au début de son principat à partir des conquêtes effectuées par Jules César en Gaule entre 58 et 51/50 av. J.-C.
exemple local du trésor de Ledringhem
Le village de Ledringhem remonte certainement à l'époque celte ou gallo-romaine. Pour en attester, la découverte en 1852 d'un « trésor » de 50 000 pièces d'or gauloises (25 000 de couleur rouge dû à l'alliage riche en cuivre, 25 000 de couleur jaune). Il s'agit de statères (de type morins, de classe IV et VI, de type nerviens avec l'inscription "VIROS" et de type ambiens). Ces pièces ont été connues localement sous le nom de boutons de Ledringhem.
En 55 av. J.-C., lors de la Guerre des Gaules, César, est de retour de Bretagne (Britannia, nom latin de la Grande-Bretagne) où il a soumis les Bretons. Cependant, deux navires, qui ont dérivé, abordent le continent plus loin que le gros de l'armée et sont pris à partie par une troupe de Morins. Les Gaulois belges sont battus et César envoie Labienus, avec les légions ramenées de Bretagne, pour châtier leur nation. Labienus réussit à les soumettre. Les Ménapes, eux, échappent aux Romains de Quintus Titurius et Lucius Cotta. L'armée romaine prend ses quartiers d'hiver chez les Belges.

L'anéantissement de la nation des Morins serait donc la raison de la découverte du trésor de Ledringhem, qui n'aurait jamais été récupéré par ses propriétaires.

### Empire romain

Carte de la République romaine à la mort de Jules César en 45 av. J.-C.

Après la conquête des Gaules, César transforme les territoires conquis en provinces romaines. La frontière (le "Limes") nord de l'empire romain est matérialisée par l'obstacle naturel que représente le Rhin.
Les Ménapiens deviennent le tribu contrôlant la zone du Houtland après la disparition des Morins.
Un système de centuriation romaine pourrait exister dans la région entourant Cassel. Elle serait basée sur une unité de cadastre (centurie) de 710 m environ avec une orientation pas strictement fixe (31° N.O. ±2°). Cette orientation se retrouverait notamment dans l'axe de l'église de nombreuses communes.

### Empire des Gaules

L'Empire des Gaules sous Tétricus en 271 apr. J.-C. (en vert).

Au cours du IIIe siècle, l'Empire romain connut une grave crise, appelée par la tradition anarchie militaire. Aux invasions barbares s'ajoutèrent dans de nombreuses provinces une crise économique, et au niveau de l'Empire une dévaluation importante de la monnaie, une grande instabilité politique doublée de guerres civiles, les empereurs étant le plus souvent désignés par les armées, et mourant assassinés ou au combat. Entre la mort de Sévère Alexandre en 235 et l'avènement de Dioclétien en 285, 64 empereurs ou usurpateurs se succédèrent ou luttèrent les uns contre les autres. Parmi eux se trouvent quelques généraux qui prirent le contrôle des Gaules pendant une quinzaine d'années, assurèrent la défense du limes du Rhin et établirent un empire des Gaules qui se maintint entre 260 et 274.

## Moyen Âge

### Empire franc
Dès la fin du IIIe siècle, les Saxons, les Frisons et les Francs se signalent par des actes de piraterie sur le Rhin inférieur. Les auteurs classiques disent des Saxons, qu'ils sont des pirates qui infestaient la mer du Nord et la Manche et que, pour protéger le littoral contre leurs incursions et leurs raids, les Romains ont dû mettre en place le litus Saxonicum « côte saxonne » des deux côtés de la Manche jusqu'à l'Atlantique et qui comprend le système de commandement du tractus Armoricanus et Nervicanus, la Classis Britannica (la flotte « britannique ») et la classis Armoricana (la flotte « armoricaine »). 
En Gaule, les Francs, un ensemble d'individus venant de diverses tribus germaniques de l'ouest de l'Europe et dont les chefs se sont rangés sur les opinons de Rome depuis le IIIe siècle, se mirent à entrer sur le territoire romain de façon graduelle et pacifique au cours du Ve siècle, et devinrent généralement acceptés en tant que gouverneurs par la population gallo-romaine. Les Francs devinrent des foederati (ou Peuple fédéré) en 358 EC, quand l'Empereur Julien les laissa s'installer dans le nord de la Gaule, région qui s'était dépeuplée au siècle précèdent.

Les Francs entre 400 et 440. Les territoires en gris signalent les anciennes provinces romaines.

Ce sont les Francs saliens qui s'installent sur le territoire qui deviendra le Nord de la France et la Belgique.
Il se produit une expansion des royaumes barbares à la suite de l'éclatement de l'Empire romain d'Occident en 476.
La flandre faisait partie du royaume franc en 723, sous Thierry IV (Theodoric IV), dans le cartulaire de Saint Bertin.
La troisième transgression marine dunkerquienne est datée vers l'an mil.

### Division de l'empire franc
En 843, par le traité de Verdun, l'empire franc fut divisé en trois, la Francie occidentale (qui deviendra le royaume de France en 1205), la Francie médiane, du centre de l'Italie à la Frise, et la Francie orientale (communément nommée Germanie, noyau du futur Saint-Empire romain germanique).
De la fin de la période romaine jusque autour de 1100, une grande partie de l'ouest des Pays-Bas est restée à peine habitée. Vers 1000, les fermiers flamands et de la région d'Utrecht commencèrent à acheter les terres marécageuses, les assécher et les cultiver. Ce processus progressa rapidement, et ce territoire inhabité fut occupé en quelques générations. Des fermes indépendantes, qui ne faisaient pas partie de villages, furent construites, ce qui était alors une chose unique en Europe. Des villes y surgissent et s'épanouissent, particulièrement dans le Comté de Flandre et dans le Duché de Brabant.
Le Saint-Empire romain germanique ne pouvait pas maintenir une réelle unité politique. En plus de l'indépendance croissante des villes, les lois locales transformèrent les comtés et duchés en royaumes autonomes, et entre ces diverses puissances féodales régnait un état de guerre presque continuel.

### Comté de Flandre

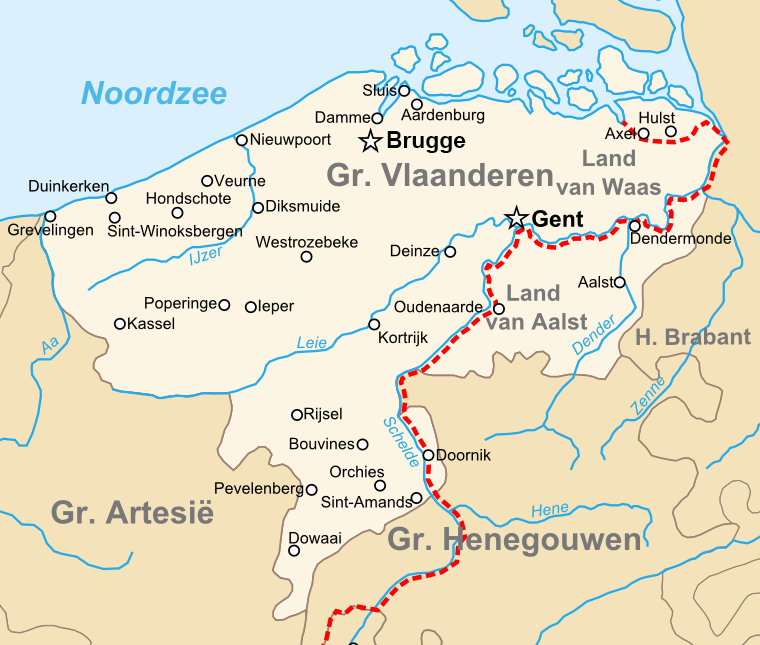
Carte du comté de Flandre au XIVe siècle.

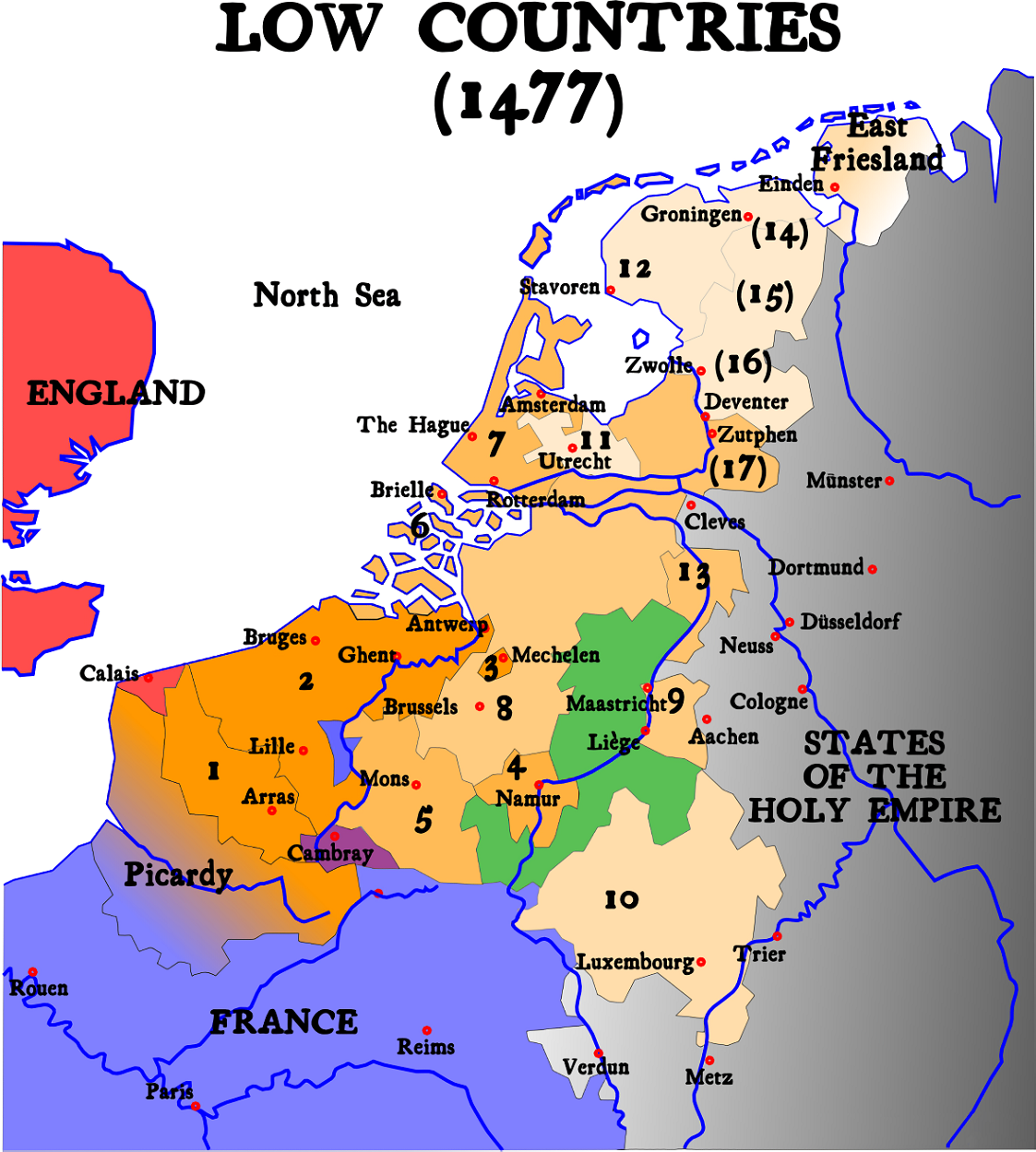
Les Dix-Sept Provinces (aires en orange, brun et jaune) et l’évêché de Liège (en vert).

Le comté de Flandre a été un pagus carolingien, puis l'une des principautés du royaume de France, particulièrement impliquée dans les conflits entre la France et l'Angleterre, et entre la France et l'Empire, aux frontières et à l'influence durement disputées depuis sa création au IXe siècle jusqu'en 1384, date de la mort du comte Louis de Male.
Le comté de Flandre fut transféré à l'Empire en 1526 et devint une des Dix-Sept Provinces de 1549.
Durant le Moyen Âge, le comté de Flandre est l'un des territoires constituant la région historique des Pays-Bas. Le comté exista de 862 à 1795. C'était l'un des fiefs laïques originaux de France et durant des siècles l'une des régions les plus influentes en Europe.
De 1323 à 1328 des villageois prirent part à la révolte des paysans en Flandres (Révolte des Karls) et certains d'entre eux moururent en 1328 au cours de la Bataille de Cassel.
Livres anciens sur le sujet
- Flandria generosa, un manuscrit sur l'histoire du comté de Flandre qui a probablement été compilé peu de temps après 1164 par un moine inconnu de l'abbaye de Saint Bertin à Saint-Omer
- Flandria Illustrata, une œuvre de cartographie du comté de Flandre datant de 1641 et publiée par le chanoine Antoine Sandérus (1586-1664)

## Époque moderne
Aux XVe et XVIe siècles, les changements d'éthique et sociétaux dus à la Renaissance et  la Réforme protestante influencèrent la construction d'églises. Le style commun des églises de cette époque ressemble au gothique, mais en version simplifiée. La basilique n'est plus le type le plus populaire, mais des églises-halles sont construites à la place. Leurs caractéristiques sont les colonnes et les chapiteaux classiques. 
Charles de Habsbourg, dit Charles Quint ou Charles V, né le 24 février 1500 à Gand en Flandre et mort le 21 septembre 1558 au monastère de Yuste en Espagne, est un prince de la maison de Habsbourg, fils de Philippe le Beau et de Jeanne la Folle. Il hérite notamment de l'Espagne et de son empire colonial, des dix-sept provinces des Pays-Bas, du royaume de Naples et des possessions autrichiennes ; élu empereur des Romains en 1519, il est le monarque le plus puissant de la première moitié du XVe siècle. 

### Période des Pays-Bas espagnols

#### Réforme aux Pays-Bas

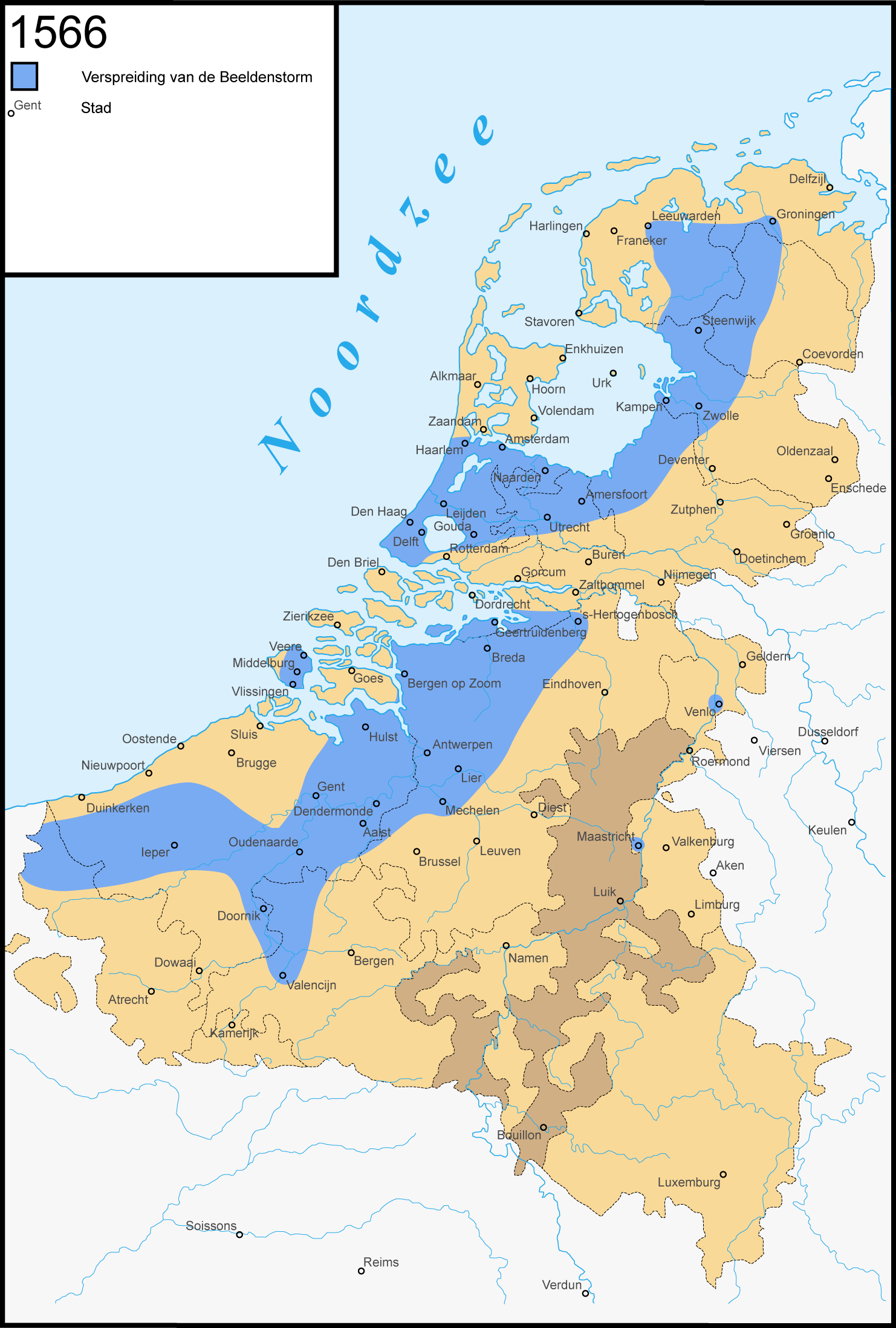
En bleu : étendue du « Beeldenstorm » en 1566 aux Pays-Bas.

L'Édit de Worms, promulgué le 26 mai 1521 par l'empereur Charles Quint, met Martin Luther au ban de l'Empire.
Pendant la Réforme aux Pays-Bas, un mouvement iconoclaste se développa et fut appelé la Furie iconoclaste (Beeldenstorm en néerlandais).
Alors que l'Espagne s'opposait à cette Réforme aux Pays-Bas, une situation de guerre se développa qui conduisit à la formation d'un état protestant indépendant au nord alors que la partie sud du territoire resta loyale au Catholicisme et au pouvoir espagnol.
Alors que cette Guerre de Quatre-Vingts Ans, encore appelée "Révolte des Pays-Bas" ou "Révolte des Gueux", menée de 1568 à 1648, des raids contre des villes et des villages se produisirent.

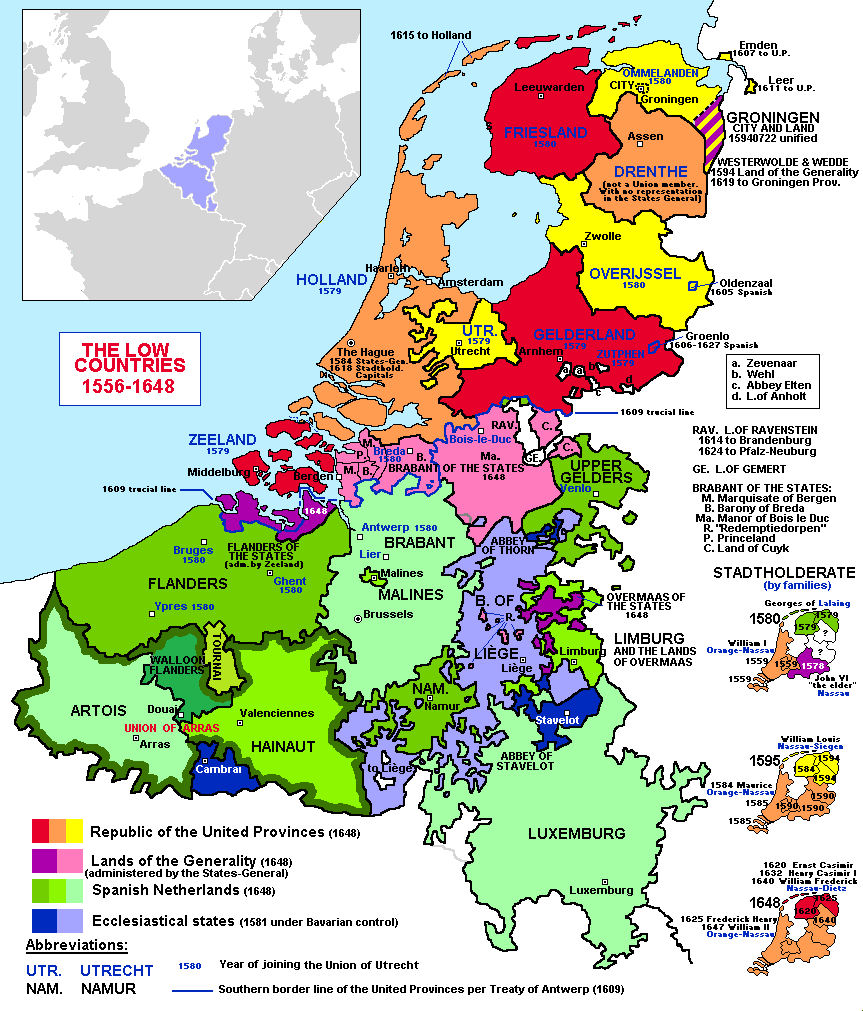
La carte des Pays-Bas (1556-1648).

La Flandre fit ensuite partie de ce qui s'est appelé les Pays-Bas du sud (en néerlandais: Zuidelijke Nederlanden, en espagnol : Países Bajos del Sur), ou Pays-Bas Catholiques, une partie des Pays-Bas contrôlée par l'Espagne de 1579 à 1713, puis par l'Autriche, après la signature du Traité d'Utrecht en 1713, de 1713 à 1794. Les Pays-Bas du Sud demeurèrent dans le Cercle de Bourgogne du Saint Empire Romain jusqu'à leur annexion à la France en 1794.

### Peste
En 1638, un épisode de peste fit des victimes en Flandre.

### Annexion de la partie française
La rivière Peene Becque a donné son nom à une célèbre bataille ; la bataille de la Peene qui a été livrée entre Noordpeene et Zuytpeene le 11 avril 1677, opposant Philippe d'Orléans, frère cadet du roi Louis XIV, aux Flamands. Elle a causé le rattachement  des châtellenies de Cassel, Bailleul, Ypres et de la ville de Saint-Omer à la France (auparavant possessions des Pays-Bas espagnols).
Avec la signature des Traités de Nimègue le 17 septembre 1678, Louis XIV acquiert de l'Espagne un certain nombre de places-fortes flamandes comme celles de Cassel et de Saint-Omer. Au total, la frontière du nord de la France est lissée et comprend moins d'enclaves.

## Époque contemporaine

### Révolution française
En 1793, une bataille opposa des troupes de Français à des troupes hanovriennes dirigées par le Maréchal von Freytag, la Bataille de Hondschoote du 8 septembre 1793.
À la suite de l'annexion des Pays-Bas autrichiens, la région devient voisine du nouveau département de la Lys le 1er octobre 1795.

### Premier Empire français

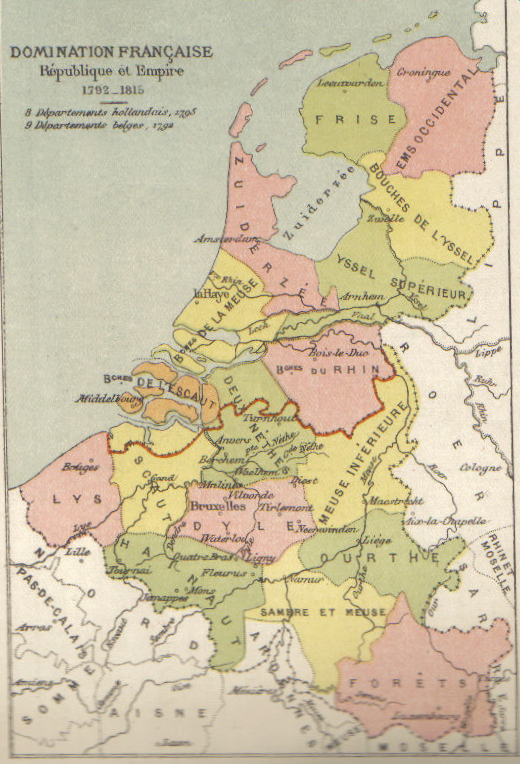
Carte de la Belgique et des Pays-Bas durant l'occupation par la France (1793-1815).

La Flandre fit partie du département napoléonien du Nord au cours du Premier Empire en 1810. La plus grande partie des Pays-Bas fut également annexée. 
Après la défaite de Napoléon à Leipzig en octobre 1813, les troupes françaises se retirèrent en France. Le traité de Courtrai signé le 28 mars 1820 établit les frontières entre la France et le royaume uni des Pays-Bas. Aujourd'hui, ces frontières existent toujours, avec quelques modifications mineures, en tant que frontières officielles entre la Belgique, devenue enfin indépendante en 1830, et la France.

### Deuxième République française
Les lois Guizot de 1833 et Falloux de 1850 instituent l'instruction primaire obligatoire en France.

### Guerres mondiales

#### Première Guerre mondiale
Lors de la Première Guerre mondiale, les batailles se sont déroulées du côté belge de la frontière.

#### Seconde Guerre mondiale
Lors de la Seconde Guerre mondiale, à la suite de la défaite des Alliés lors de la bataille de France en 1940, la Flandre est occupée.

### Après Guerre
Dès 1952, la France et la Belgique, sont des membres de la Communauté européenne du charbon et de l'acier.

### Articles historiques généralistes
- Histoire de la Belgique
- Histoire de la Bourgogne
- Histoire de France
- Histoire de la Franche-Comté
- Histoire des Pays-Bas

### Auteurs et historiens anciens
- Ébrard de Watten (Ebrardus Watinensis, vers 1045 - vers 1124), un chroniqueur français de la deuxième moitié du XIe siècle auteur d'une chronique de l'abbaye de Watten intitulée Chronicon Watinense
- Jacques De Meyer (Iacobus Meyerus 1491-1552), est un poète latin, historien et humaniste flamand
- Jean-Baptiste Gramaye (Joannes-Baptista Gramayus, 1579-1635), un historien, diplomate et géographe brabançon de langue latine
- Olivier de Wree, dit Vredius (1596-1652), un historien flamand de la première moitié du XVIIe siècle